# Precursor
«Precursor» — рід викопних птахів з раннього еоцену. Рід створений на основі знахідок з еоценових відкладень у формації Лондон Клей в Англії. Описано три види, але цілком ймовірно, що «Precursor» — це рід-химера, тобто створений із решток різних, непов'язаних між собою птахів.
Спочатку вважалось, що рід належить до ряду папугоподібних (Psittaciformes) до вимерлої родини Halcyornithidae. Проте деякі морфологічні ознаки зближують цих птахів до сивкоподібних (Charadriiformes).